# متحف الفولكلور الأردني
متحف الفولكلور الأردني هو متحف في عمان، الأردن. يقع بجوار المدرج الروماني، وقد تأسس عام 1971. يعرض المتحف مجموعة من التراث الأردني والفلسطيني. مثل الأزياء والآلات الموسيقية والحرف اليدوية. جنبا إلى جنب مع الفسيفساء.